# كاراكورت (فئة فرقيطة)
مشروع الفرقيطة (كورفيت) 22800، أو كاراكورت ((بالروسية: малые ракетные корабли проекта 22800, шифр «Каракурт»)‏) هو فئة كورفيت صاروخي جديد قيد الإنشاء لصالح البحرية الروسية. وكاراكورت  تعني حرفيا Latrodectus tredecimguttatus أي عنكبوت الأرملة السوداء الأوربي.
والهدف من فرقيطات (كورفيتات) الفئة الجديدة، هو أن تكون أكثر صلاحية للإبحار في المياه الزرقاء، ليكون دورها مكملاً  لدور نظيراتها من فئة بويان-إم والتي تم تصميمها للعمل في  المنطقة الساحلية، وتخدم فرقيطات (كورفيتات) الفئة بويان حالياً في روسيا بأُسَيْطِيل بحر قزوين وأسطول البحر الأسود.
وفي 24 ديسمبر 2015 كان قد تم البدء في تشييد أول سفينتين من الفئة كاراكورت، واعتبارا من يوليه 2016 كانت هناك 4 سفن قيد الإنشاء. وقد أُعلن في أغسطس من عام 2016 أن سبعة كورفيتات من هذه الفئة تم طلبهم من حوض بناء السفن Pella ، أما الخمسة الإضافيين فقد تم تكليف حوض بناء السفن Zelenodolsk ببنائهم.
ويعتقد أن انضمام أول سفينة من هذه الفئة للخدمة في البحرية الروسية سيكون في عام 2018. 
و في يوليو 2017 أعلن نائب وزير الدفاع الروسي يوري بوريسوف أن 6 كورفيتات إضافية سيتم الأمر ببنائها لتخدم في الأسطول الروسي بالمحيط الهادئ، وأن بناؤها سيتم من قبل Amur Shipbuilding Plant لبناء السفن.
وسيتم تسليح كورفيتات الفئة كاراكورت بالصواريخ الجوالة طويلة المدى كاليبر Kalibr-NK ، والصواريخ المتوسطة المدى المضادة للسفن P-800 Oniks ، وتتمتع سفن هذه الفئة ببقائية  Endurance تمتد إلى 15 يوما.

## التصميم
كان أول إعلان عن المشروع 22800 من قبل Almaz في عام 2015.، وقد استُمد تصميم المشروع 22800 من المشروع 12300 Skorpion  وهو التصميم المقترح من Almaz في التسعينات لزورق صواريخ بإزاحة قدرها 500 طن، وتأثر أيضاً بكورفيت المشروع 21631 المعروف باسم Buyan-M.
ويمتاز تصميم الكورفيت ببنية فوقية Superstructure شبحية، مع صاري مدمج يحمل أربعة لوحات لرادارات المصفوفة الطورية. والتسليح الرئيسي له يتكون من صواريخ كروز كاليبر Kalibr-NK  أوالصواريخ المضادة للسفن الأسرع من الصوت P-800 Oniks، والمحمولة في ثمانية خلايا لنظام إطلاق عمودي UKSK وذلك في في الجزء الخلفي من البنية الفوقية (خلف الجسر).
والفرقيطات التي ستشيد لصالح الأسطول الروسي سيتم تجهيزها بمدفع تلقائي (أوتوماتيك) ثنائي الغرض AK-176MA عيار 76.2 ملم، وهو النسخة المحدثة من AK-176. أما تلك النسخة من الفرقيطة والمقترحة للتصدير فقد تحمل المدفع الإيطالي OTO Melara عيار 76 ملم.
ولغرض الدفاع المضاد للصواريخ، فإن أول سفينتين فقط تحملان زوج من المدفع أيه كي-630 إم  AK-630M  كنظام أسلحة للقتال القريب CIWS. وبدءاً من السفينة  الثالثة، يتم التجهيز بمنظومة بانتسير-إم Pantsir-M وهي النسخة البحرية للمنظومة الصاروخية سطح-جو بانتسير.
والجدير بالذكر أن فرقييطات هذه الفئة غير مصممة لمكافحة الغواصات.

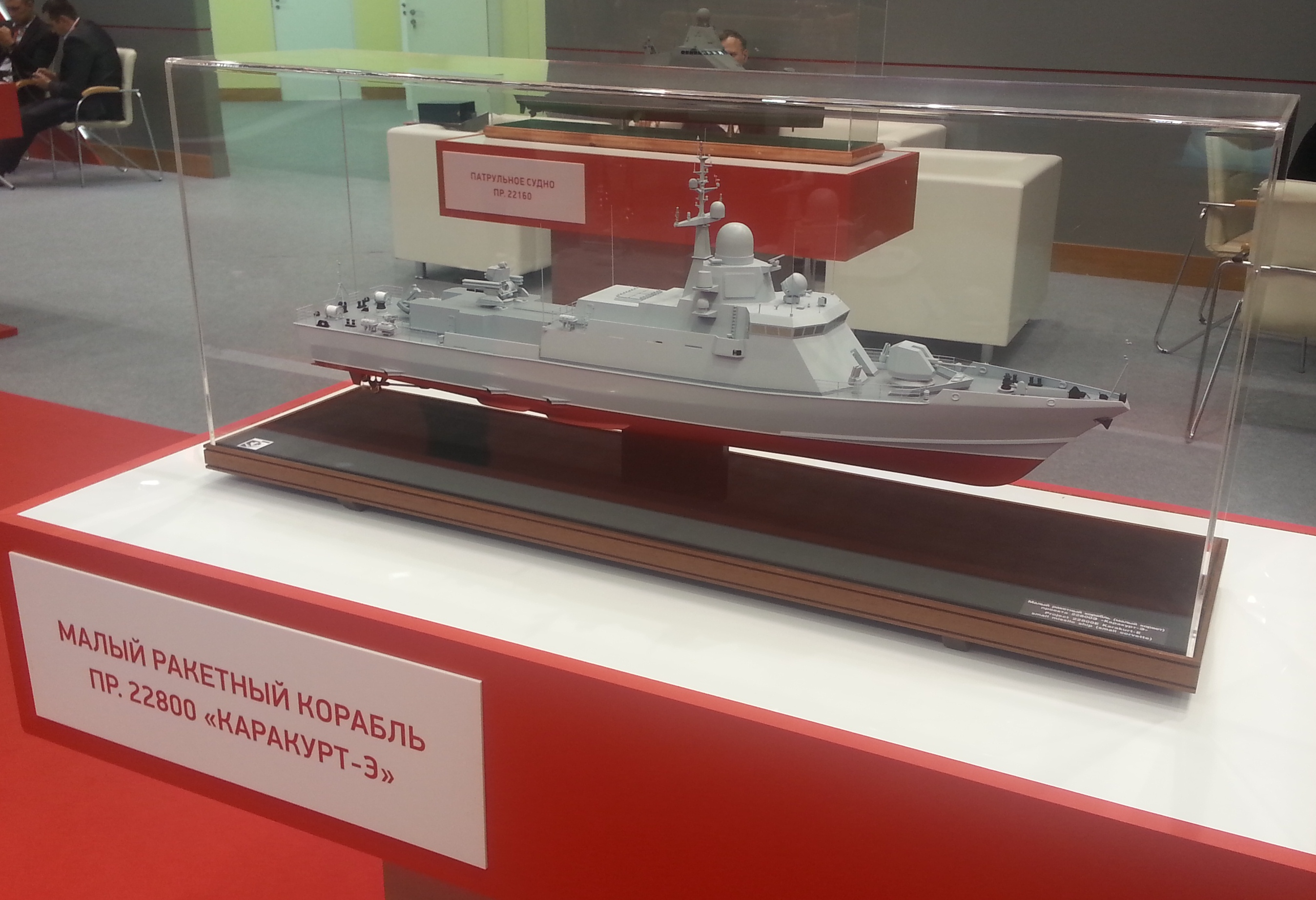
نموذج لكورفيت المشروع 22800 في معرض Army 2016
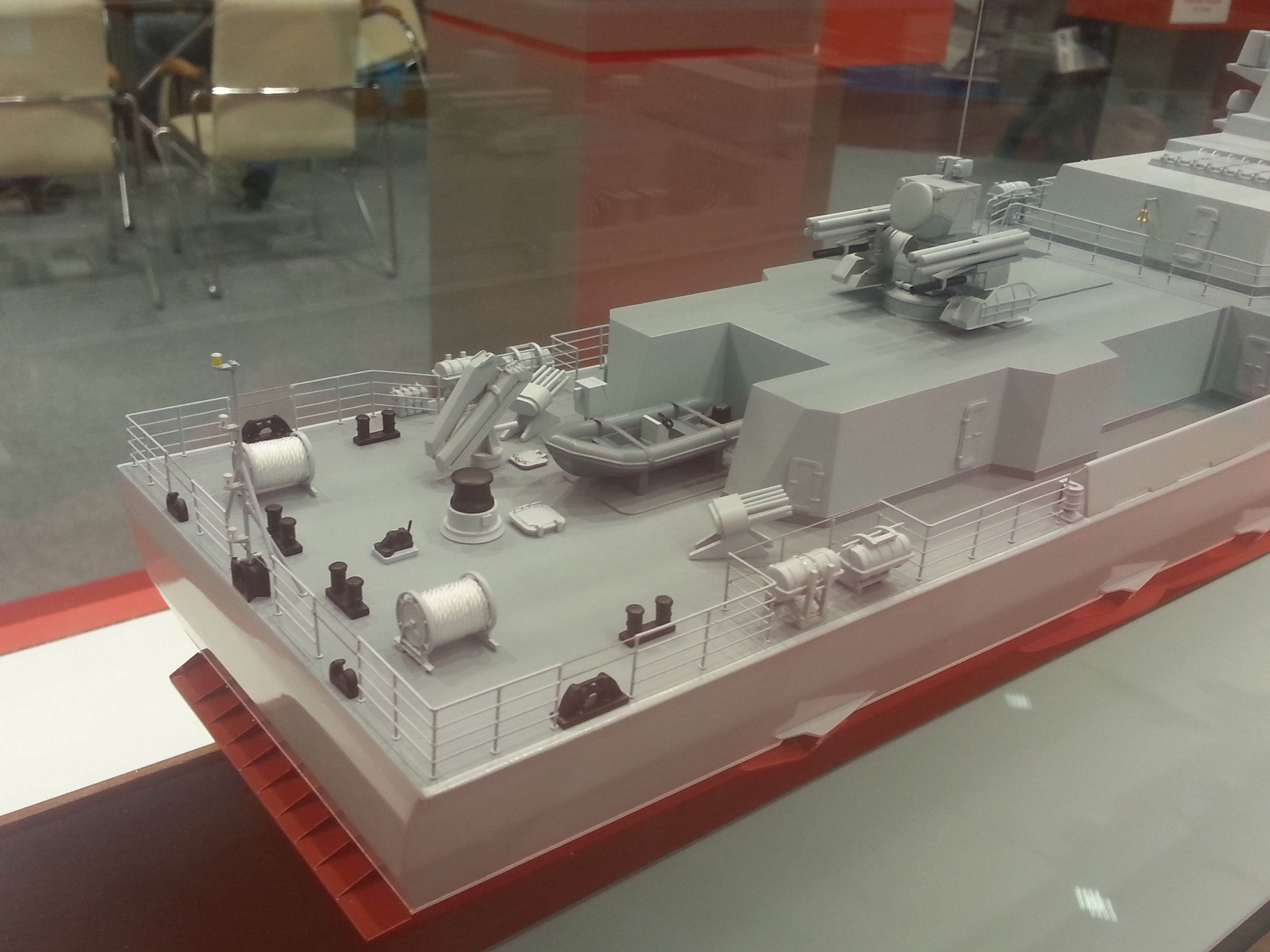
عرض للجزء الخلفي من الكورفيت بالنموذج بمعرض Army 2016

## سفن الفئة كاراكورت
| اسم الفرقيطة    | الرقم المتسلسل | البناة                         | بدء البناء       | التدشين        | دخول الخدمة  | الأسطول      | الحالة      |
| --------------- | -------------- | ------------------------------ | ---------------- | -------------- | ------------ | ------------ | ----------- |
| Uragan          | 251            | Pella Shipyard, St. Petersburg | 24ديسمبر 2015    | 29 يوليو2017   | 2017 أو 2018 | البلطيق      | بالتجهيز    |
| Typhoon         | 252            | Pella Shipyard, St. Petersburg | 24 ديسمبر 2015   | 24 نوفمبر 2017 | 2018         | البلطيق      | بالتجهيز    |
| Storm           | 254            | More Shipyard, Feodosiya       | 11 مايو 2016     |                |              | البحر الأسود | قيد الإنشاء |
| Shkval          | 253            | Pella Shipyard, St. Petersburg | 29 يوليو 2016    |                |              |              | قيد الإنشاء |
| Burya           | 257            | Pella Shipyard, St. Petersburg | 24 ديسمبر 2016   |                |              |              | قيد الإنشاء |
| Okhtsk          | 255            | More Shipyard, Feodosiya       | 17 مارس 2017     |                |              | البحر الأسود | قيد الإنشاء |
| Vikhr           | 256            | More Shipyard, Feodosiya       | 19 December 2017 |                |              | البحر الأسود | قيد الإنشاء |
| Tsiklon         | 257(?)         | Zaliv Shipyard, Kerch          |                  |                |              | البحر الأسود | طلب         |
| Musson          |                | Zelenodolsk Shipyard           |                  |                |              |              | قيد الإنشاء |
| Passat          |                | Zelenodolsk Shipyard           |                  |                |              |              | قيد الإنشاء |
| Briz            |                | Zelenodolsk Shipyard           |                  |                |              |              | طلب         |
| Tornado         |                | Zelenodolsk Shipyard           |                  |                |              |              | طلب         |
| Smerch Karakurt |                | Zelenodolsk Shipyard           |                  |                |              |              | طلب         |
| Veter           |                | Amur Shipyard                  |                  |                |              |              | بالخطة      |
| Burun           |                | Amur Shipyard                  |                  |                |              |              | بالخطة      |
| Priliv          |                | Amur Shipyard                  |                  |                |              |              | بالخطة      |
| Priboj          |                | Amur Shipyard                  |                  |                |              |              | بالخطة      |
| Nakat           |                | Amur Shipyard                  |                  |                |              |              | بالخطة      |
| Volna           |                | Amur Shipyard                  |                  |                |              |              | بالخطة      |